# 克拉倫斯鎮區 (堪薩斯州)
克拉倫斯鎮區（英語：Clarence Township）為位在美國堪薩斯州巴頓縣的鎮區。2010年美国人口普查中該鎮區人口有117人。
克拉倫斯鎮區於1878年設立。

## 地理
克拉倫斯鎮區涵蓋面積92.95平方（35.89平方英里），境內無城鎮設立。

### 墓園
根據美國地質調查局的資料，此鎮區僅有1座墓園：
- 帕特森墓園（Patterson Cemetery）

## 人口統計
根據2010年美國人口普查，克拉倫斯鎮區人口有117人，人口密度為1.25人/平方公里。種族方面，93.16%為白人；0%為非裔美洲人；0%為美洲原住民；0%為亞洲人；0%為太平洋島民；5.13%為其他種族；另外有1.71%為兩個或以上的種族。而西班牙裔美國人或拉丁美洲人佔該鎮區人口的5.98%。

## 外部連結
- US-Counties.com
- City-Data.com （页面存档备份，存于）